# (33157) Pertile
(33157) Pertile (1998 DF20) – planetoida z pasa głównego asteroid okrążająca Słońce w ciągu 4,35 lat w średniej odległości 2,66 j.a. Odkryta 24 lutego 1998 roku.